# Le Reposoir
Le Reposoir is een gemeente in het Franse departement Haute-Savoie (regio Auvergne-Rhône-Alpes) en telt 375 inwoners (1999). De plaats maakt deel uit van het arrondissement Bonneville. Het dorp ligt halverwege de klim naar Col de la Colombière.

## Geografie
De oppervlakte van Le Reposoir bedraagt 36,1 km², de bevolkingsdichtheid is 10,4 inwoners per km².
De onderstaande kaart toont de ligging van Le Reposoir met de belangrijkste infrastructuur en aangrenzende gemeenten.

## Demografie
Onderstaande figuur toont het verloop van het inwonertal (bron: INSEE-tellingen).

## Chartreuse du Reposoir

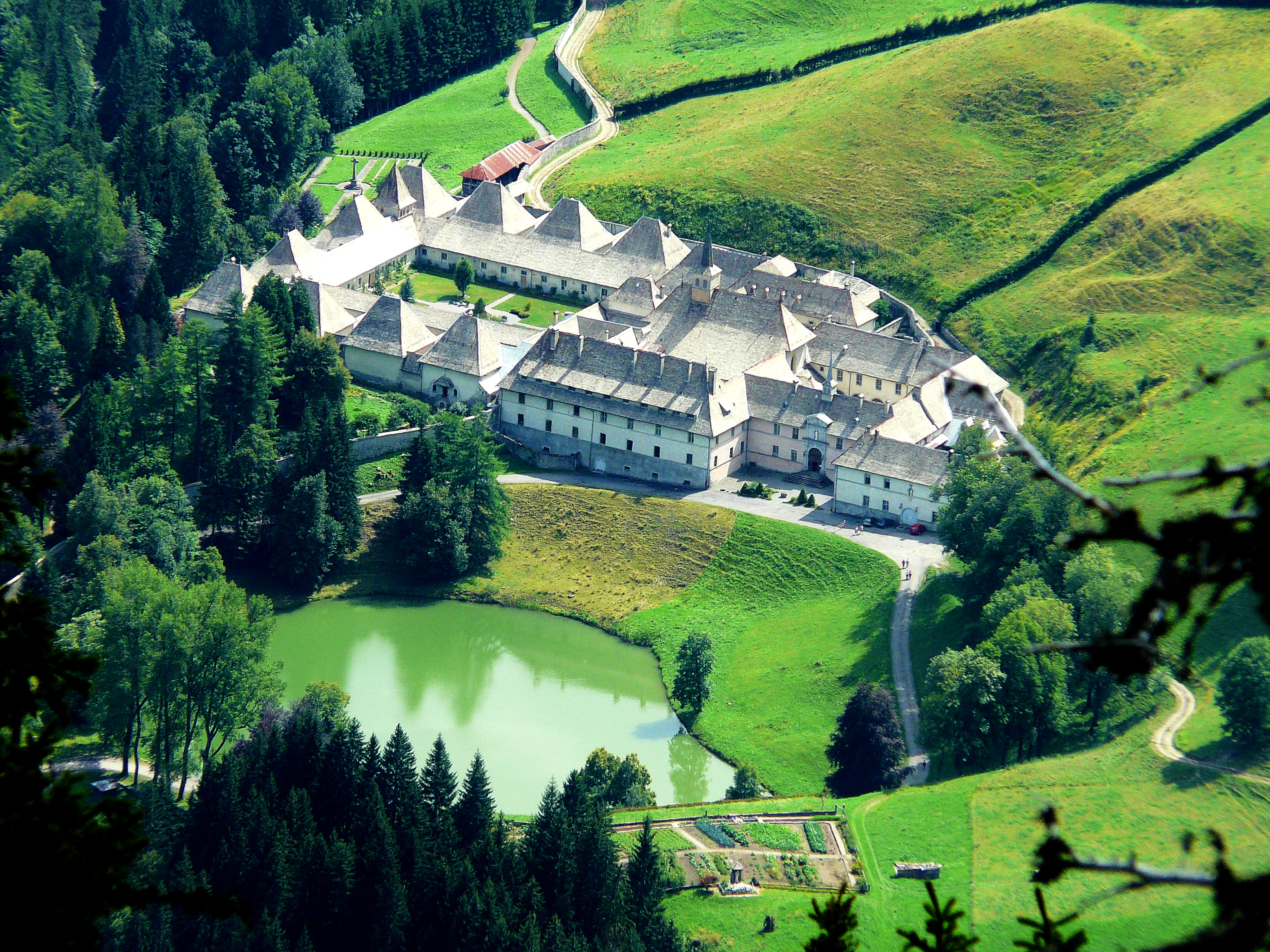
Chartreuse du Reposoir

Binnen het grondgebied van de gemeente ligt, zuidelijk van het dorp Le Reposoir, een voormalig kartuizerklooster, Chartreuse du Reposoir.
Het klooster werd in 1151 door de kartuizer Jean d'Espagne gesticht en bleef in gebruik tot de Franse Revolutie.
Het voormalige kartuizerklooster huisvest sinds 1932 een gemeenschap van de Karmelitesser Orde.
De chartreuse is geclassificeerd als historische monument.